# گیزتاخت
| مشخصات                | مشخصات                     |
| --------------------- | -------------------------- |
| واقع در استان         | اشلسویگ-هولشتاین           |
| بخش:                  | دوک‌نشین لاونبورگ           |
| ارتفاع از نقطهٔ صفر:   | ۵ متر                      |
| مساحت:                | ۳۳٬۱۸ کیلومتر مربع         |
| جمعیت:                | ۲۹٬۴۰۴ (آمار ۳۰ ژوئن ۲۰۰۵) |
| تراکم جمعیت:          | ۸۸۸ نفر در کیلومتر مربع    |
| کد پستی:              | ۲۱۴۹۸–۲۱۵۰۲                |
| پیش‌شمارهٔ تلفن:        | ۰۴۱۵۲                      |
| حروف اول شمارهٔ خودرو: | RZ                         |
| آدرس شهرداری          | Markt 15 ۲۱۵۰۰ گیزتاخت     |
| سیاست                 |                            |
| شهردار                | اینگو فوکن                 |

نشان رسمی شهر گیزتاخت

گیزتاخت، شهری در حومه لاونبورگ واقع در استان اشلسویگ-هولشتاین واقع در سمت راست پایانهٔ رود البه، دارای ۲۸٬۲۰۰ نفر سکنه و کارخانجات فرش بافی، ماشین‌سازی، ذوب کوارتز، کاغذ سازی، کشتی‌سازی (کشتی‌های ویژه رودخانه)، رآکتورهای تحقیقات اتمی، آسانسورهای آبی برای تسهیلات کشتیرانی بر سطح رودخانه‌ها و همچنین دارای یک نیروگاه اتمی در حومه شهر است.

## تاریخچه
این شهر اولین بار به نام هاخاده، در سال (۱۲۱۶ میلادی) به‌ثبت رسید و در سال (۱۴۰۱ میلادی) به گیزتاخت تغییر نام داد. از سال (۱۹۲۴ میلادی) در ردیف شهرها قرار گرفته‌است.